# Sika (Ližnjan)
Sika je hrid uz zapadnu obalu Istre, nasuprot uvale Lakošaše, prema rtu Marleri. Pripada općini Ližnjan.
Površina hridi je 574 m2, a visina manja od 1 metra.

## Povijest
Ovaj prostor je nekada često korišten kao vojnog strelište, zbog čega je u podmorju mnoštvo zrakoplovnih školskih bomba, ostataka metalnih dijelova vojne opreme koje je nagrizla korozija, ostatci brodskih havarija poput propelera i sličnog. Osim nalaza iz novije povijest, istraživanjima podmoraj nađeni su ulomci antičke i poslijeantičke keramike, male opeke spicatum, čepova i amfora vrste Dressel 6B, što sve ukazuje da je bila čestim mjestim brodoloma.